# Mike Gascoyne
Michael Gascoyne (Norwich, Inglaterra, Reino Unido; 2 de abril de 1963), más conocido como Mike Gascoyne, es un ingeniero y diseñador de monoplazas de Fórmula 1.
Ha trabajado para muchos equipos, tales como McLaren, Sauber, Tyrrell, Toyota Racing, Lotus o Force India. También ha sido director técnico de Renault y Jordan.

## Carrera
Gascoyne llegó a la máxima categoría del automovilismo en 1989, con el rol de aerodinamista de la escudería McLaren. Sin embargo, solamente desempeñó este papel una temporada, llevando su trabajo a Tyrrell, que por entonces vivía un resurgimiento de la mano del piloto galo Jean Alesi.
En este equipo trabajó a las órdenes de Harvey Postlethwaite, donde desarrollaron una buena sintonía que les llevaría a diseñar juntos el primer Sauber para Fórmula 1.
Para 1993 volvió con Tyrrell, aunque la escasez de presupuesto le impidió desarrollar un coche competitivo durante los cuatro años que se mantuvo en la misma escuadra.
En 2001, Gascoyne fundó en Oxford el grupo MGI, siendo actualmente él el presidente. 
En diciembre de 2003 se unió a Toyota Racing. El equipo sorprendió con un gran rendimiento en 2005, pero luego perdió competitividad y Gascoyne fue despedido. 
En 2008 fue el jefe de tecnología de Force India, dejando el equipo al terminar la temporada. 
En 2010 se desempeñó como director técnico del renacido equipo Lotus de Fórmula 1, mientras que actualmente es el jefe de tecnología de Caterham.